# Stylianos Kokovas
Stylianos "Stelios" Kokovas (* 6. červenec 2001, Larisa, Řecko) je řecký fotbalový obránce a mládežnický reprezentant, od zimy 2021 hráč klubu MFK Karviná.

## Klubová kariéra

### Mládežnické roky
Kokovas je odchovancem Anagennisi Kalochoriou, v 17 letech pak přestoupil do mládežnických týmů Bochumi.

### VfL Bochum
V dresu prvního týmu Bochumi odehrál šest zápasů v 2. Bundeslize v sezóně 2018/19. Od roku 2017 jinak nastupoval především v zápasech týmů do 17 a 19 let. Celkem za ně odehrál 56 ligových zápasů (vstřelil 3 branky), nastoupil také do pěti zápasů juniorského německého poháru.

### MFK Karviná
Pro vyšší zápasovou vytíženost mezi dospělými přestoupil v lednu 2021 do prvoligové Karviné. V české nejvyšší soutěži si premiéru odbyl o dva týdny později, když nastoupil na závěr utkání s pražskou Slavií. K 10. únoru 2021 nastoupil do dvou ligových zápasů, branku v nich nevstřelil.

## Reprezentační kariéra
Nastoupil celkově do 8 mezistátních utkání v dresu Řecka v mládežnických věkových kategoriích do 18 a 19 let, branku v nich nevstřelil.

## Klubové statistiky
- aktuální k 10. únor 2021

| Tým         | Sezona            | Liga   | Liga   | Pohár  | Pohár  | Evropské poháry | Evropské poháry |
| Tým         | Sezona            | Zápasy | Branky | Zápasy | Branky | Zápasy          | Branky          |
| ----------- | ----------------- | ------ | ------ | ------ | ------ | --------------- | --------------- |
| VfL Bochum  | 2018/19 (2. liga) | 6      | 0      | -      | -      | -               | -               |
| MFK Karviná | 2020/21           | 2      | 0      | -      | -      | -               | -               |
| Celkem      | Celkem            | 8      | 0      | 0      | 0      | 0               | 0               |